# FO Возничего
FO Возничего (лат. FO Aurigae) — двойная затменная переменная звезда типа Алголя (EA) в созвездии Возничего на расстоянии приблизительно 2634 световых лет (около 808 парсеков) от Солнца. Видимая звёздная величина звезды — от +14,8m до +13,7m. Орбитальный период — около 0,61 суток (14,64 часов).

## Характеристики
Первый компонент — жёлтая звезда спектрального класса G. Радиус — около 1,57 солнечного, светимость — около 1,955 солнечной. Эффективная температура — около 5446 К.